# Kastanjestekelstaart
De kastanjestekelstaart (Synallaxis castanea) is een zangvogel uit de familie Furnariidae (ovenvogels).

## Verspreiding en leefgebied
Deze soort is endemisch in noordelijk Venezuela.

## Status
De grootte van de populatie wordt geschat op 2500-10.000 volwassen vogels. De trend lijkt stabiel en daarom heeft deze soort op de Rode lijst van de IUCN de status niet bedreigd.